# Hoplotarache mionides
Hoplotarache mionides är en fjärilsart som beskrevs av George Francis Hampson 1905. Hoplotarache mionides ingår i släktet Hoplotarache och familjen nattflyn. Inga underarter finns listade i Catalogue of Life.